# Dupree
Dupree è una città della contea di Ziebach, Dakota del Sud, Stati Uniti. La popolazione era di 525 abitanti al censimento del 2010. È il capoluogo della contea di Ziebach ed è l'unica comunità incorporata situata completamente all'interno dei suoi confini.

## Geografia fisica
Secondo lo United States Census Bureau, ha un'area totale di 0,39 mi² (1,01 km²).

## Storia
Dupree iniziò ad esistere nel 1910 con la costruzione della Milwaukee Railroad attraverso tale territorio. La città prende il nome da Fred Dupris, un colono pioniere.

## Società

### Evoluzione demografica
Secondo il censimento del 2010, la popolazione era di 525 abitanti.

### Etnie e minoranze straniere
Secondo il censimento del 2010, la composizione etnica della città era formata dal 29,3% di bianchi, lo 0,0% di afroamericani, il 66,9% di nativi americani, lo 0,0% di asiatici, lo 0,0% di oceanici, lo 0,4% di altre razze, e il 3,4% di due o più etnie. Ispanici o latinos di qualunque razza erano il 4,2% della popolazione.